# Kobylie pleso
Kobylie pleso nebo Kobylie pliesko je ledovcové jezero v Kobylie dolince, jež je boční větví Kôprové doliny ve Vysokých Tatrách na Slovensku. Má rozlohu 0,2975 ha a je 85 m dlouhé a 62 m široké. Dosahuje maximální hloubky 1 m. Objem vody činí 735 m³. Leží v nadmořské výšce 1734 m. Název jezera je pastýřského původu z dob, kdy se v údolíčku pásli koně.

## Okolí
Na severu se zvedá Hladký štít a na severozápadě z něj vybíhající hřeben Kotolnice s Hladkou lávkou nad plesem. Na západě se nachází sedlo Závory a jižně od něj Tichý vrch. Na jih dolina klesá do Kôprové doliny

## Vodní režim
Pleso nemá povrchový přítok. Z jihozápadního konce odtéká směrem na západ jedna ze zdrojnic Kobylího potoka. Rozměry jezera v průběhu času zachycuje tabulka:
| Rok     | Měření prováděl   | Rozloha ha | Délka m | Šířka m | Hloubka max.m | Objem m³ |
| ------- | ----------------- | ---------- | ------- | ------- | ------------- | -------- |
| 1934    | Józef Szaflarski  | 0,155      | 56      | 37      | 0,7           | [ 2 ]    |
| 1961–67 | pracovníci TANAPu | 0,30       | 85      | 62      | 1             | [ 2 ]    |
| 2005    | Gregor, Pacl      | 0,2975     | [ 2 ]   | [ 2 ]   | 1             | 735      |

## Přístup
Pleso je veřejnosti přístupné v období od 16. června do 31. října.
- Po  modré turistické značce z rozcestí Tri studničky Kôprovou dolinou na rozcestí pod Hlinskou dolinou a dále
  - po  zelené turistické značce směr sedlo Závory.
- Po  žluté turistické značce z Podbanského Tichou dolinou na rozcestí Liptovský košiar, dále
  - po  červené turistické značce do sedla Závory a dále dolů
    - po  zelené turistické značce do Kobylí dolinky.